# Retour à Killybegs
Retour à Killybegs est un roman de Sorj Chalandon paru le 17 août 2011 aux éditions Grasset et ayant reçu le Grand prix du roman de l'Académie française la même année.

## Historique
En 2007, le roman Mon traître s'inspire de l'histoire personnelle de l'auteur : son amitié avec Denis Donaldson, vue par le biais d'un narrateur parisien luthier ; trois ans plus tard, l'histoire romancée est racontée sous l'angle du « traître », dans Retour à Killybegs.

## Résumé
La vie d'un garçon qui souffre des coups, puis de l'absence de son père mort d'alcool et d'illusions nationalistes. Au-delà de la violence sociale qui laisse la famille de neuf enfants dans la misère, après la violence barbare de la Seconde Guerre mondiale, ce livre se concentre sur la violence personnelle que le héros s'inflige dans le contexte nord-irlandais.
Vieillard haï par sa communauté, il fait un retour aux sources, dans la maison paternelle, attendant les tueurs qui ne peuvent comprendre toute la complexité de cette situation absurde, implacable.
Il revit son passé dans un dénuement maximum, réchauffé par l'alcool et la compréhension de sa femme, abandonné par son village d'enfance.
Au passage, le livre illustre la dureté des hommes et du pouvoir britannique, qui tue et laisse mourir ses prisonniers politiques, manipule ses agents doubles.

## Récompenses
Ce roman a été tout d'abord récompensé par le Grand prix du roman de l'Académie française le 27 octobre 2011 au premier tour de scrutin par 13 voix sur 20.
Il fait partie des quatre finalistes du prix Goncourt, remporté le 2 novembre 2011 par L'Art français de la guerre d'Alexis Jenni dès le premier tour de scrutin par cinq voix contre trois à Du domaine des murmures de Carole Martinez et aucune à La Belle Amour humaine de Lyonel Trouillot et Retour à Killybegs,. Il est toutefois lauréat trois jours plus tard du prix Liste Goncourt : le choix polonais décerné à Cracovie sous les auspices de l'Institut français, et l'année suivante, toujours pour la Liste Goncourt, il est lauréat du choix serbe.
Il a obtenu en 2012 à Rennes le Prix des lecteurs du Festival Rue des Livres.

## Éditions et traductions
- Retour à Killybegs, Éditions Grasset, 2011  (ISBN 2246785693)[8]
- Retour à Killybegs, Le Livre de poche, 2012  (ISBN 978-2-25316456-2)[9]
- (en) Return to Killybegs, The Lilliput Press, 2013, trad. Ursula Meany Scott  (ISBN 978-1-84351320-9)
- (pl) Powrót do Killybegs, Znak, 2012, trad. Joanna Kluza  (ISBN 978-83-750-8574-7)
- (ca) Retorn a Killybegs, Edicions de 1984, 2014, trad. Josep Alemany Castells  (ISBN 978-84-1583522-6)
- (es) Regreso a Killybegs, Panamericana Editorial, 2018, trad. Maraia Mercedes Corraea  (ISBN 978-958305490-7)
- (de) Rückkehr nach Killybegs, DTV, 2013, trad. Brigitte Große  (ISBN 978-3-42324974-4)
- (sr) Povratak u Kilibegz, Geopetika, 2013, trad. Jelena Stakić  (ISBN 9788661451201)
- (uk) Повернення в Кіллібеґс, 2013, trad. Petro Vsevolovitch Tarachtchouk  (ISBN 978-2-246-78569-9)

## Adaptation radiophonique
Adaptation par France Culture diffusée en juin 2018.